# Adolf Mauk
Adolf Mauk (né le 8 mai 1906 à Lauffen et mort le 24 janvier 1983 dans la même ville) est un homme politique allemand du FDP/DVP.

## Biographie
Après un apprentissage agricole et un temps comme compagnon, Mauk réussit son examen de maître jardinier et reprend l'entreprise familiale. Depuis 1928, il est impliqué dans l'association régionale des associations fruitières et horticoles de Wurtemberg, dont il devient plus tard président. Il participe également à la création de la Württembergischen Obst- und Gemüsewirtschafts GmbH. Après 1945, il est également élu au conseil d'administration de l' Association des agriculteurs allemands et de l'Association allemande Raiffeisen. En outre, il est président du comité de spécialistes des fruits et légumes de la Württembergische Raiffeisen eGmbH et président du groupe de travail horticole et du comité spécialisé des légumes, fruits et produits horticoles au bureau central du marché et de l'information des prix .

## Parlementaire
Mauk est député du Bundestag depuis le 7 avril 1952, date à laquelle il est élu pour remplacer  feu Georg Kohl dans la circonscription de Heilbronn, jusqu'en 1969. Lors des élections de 1953, il est élu dans la circonscription, après quoi il est élu au parlement via la liste de l'état du Bade-Wurtemberg du FDP/DVP. Le centre de son travail est la politique agricole, de 1957 à 1961, il dirige le groupe de travail correspondant du groupe parlementaire FDP.
Du 29 novembre 1961 au 21 janvier 1970, il est également député du Parlement européen.